# Збірна Сенегалу з пляжного футболу
Збірна Сенегалу з пляжного футболу — національна футбольна команда Сенегалу з пляжного футболу. Управляється (Сенегальською федерацією футболу, F.S.F., фр. Fédération Sénégalaise de Football). Молода, але досвідчена й титулована збірна має прізвисько пляжні ле́ви або ле́ви Теранги. Як і деякі інші національні збірні з Центральної Африки мають традицію спільної молитви перед матчами.
У 2006 році, коли в Африці проводився перший відбірковий турнір до чемпіонату світу з пляжного футболу, збірна Сенегалу не брала в ньому участі. Зате дебют у наступному році був напрочуд успішним: друге місце в чемпіонаті Африки та вихід у чвертьфінал чемпіонату світу. В наступні роки команда була незмінним фаворитом африканських першостей. Це найбільш успішна команда Африки: триразовий чемпіон континенту, за результатами чемпіонатів світу 2005—2011 посідає дев'ятий щабель світового рейтингу (найкращий результат серед п'яти африканських збірних).
В травні 2013 на турнірі в Марокко сенегальці втретє стали чемпіонами Африки з пляжного футболу (серед восьми команд) і при цьому перемогли в усіх п'яти матчах змагань у основний час. Воротар збірної Аль Сейні Ндіайе на цьому турнірі визнаний найкращим серед своїх колег, форварди Ба, Кукпакі та Нгалла Силла ввійшли в число найкращих бомбардирів (відповідно 7, 8 і 9 голів).
Таким чином, сенегальці кваліфікувались на чемпіонат світу 2013 з першої позиції. На Таїті вони зіграють у групі С разом зі збірними-чемпіонами своїх континентів бразильцями, іранцями та бронзовими призерами чемпіонату Європи збірною України.
Очолює команду колишній гравець національної збірної Сенегалу з "великого" футболу Амаду Діоп (фр. Amadou Diop). Його помічником є інший відомий футболіст, форвард збірної, сенегальського та бельгійського клубів Віктор Діане (фр. Victor Diagne).

## Збірна Сенегалу на найбільших міжнародних турнірах

### Чемпіонати світу
- З 1995 по 2007 — команда не брала участі.
- 2007 — кваліфікувалася з другого місця чемпіонату Африки; вдало зіграла в груповому турнірі: дві перемоги в основний час (над збірною Японії, Уругваю) та одна в додатковий над італійцями, загалом 8 очок (3+3+2) та перше місце в групі; припинили виступи на стадії 1/4 фіналу, поступившись 3:6 збірній Франції; 18 забитих, 14 пропущених голів, Папе Кукпакі з сімома голами серед восьми найкращих бомбардирів змагань.
- 2008 — кваліфікувалася з першого місця чемпіонату Африки; зіграла в груповому турнірі: перемога над збірною Франції (в серії пенальті), поразка від Уругваю та впевнена перемога над іранцями), лише за додатковими показниками посіли третє місце (три команди набрали по п'ять очок) й вибули зі змагання; 16 забитих, 14 пропущених голів, Кукпакі на шостій сходинці серед бомбардирів.
- 2009 — команда не пройшла кваліфікацію (третя в Кубку Африки).
- 2011 — кваліфікувалася з першого місця чемпіонату Африки; вдало зіграла на старті турніру (друге місце в групі): дві перемоги (над збірною Швейцарії (в серії пенальті) та над збірною Ірану), поразка від італійців (в серії пенальті), в чвертьфіналі в серії пенальті поступилися збірній Португалії. Загалом у турнірі 23 забитих, 22 пропущених голів.

### Чемпіонат Африки
| Статистика участі в чемпіонаті Африки | Статистика участі в чемпіонаті Африки | Статистика участі в чемпіонаті Африки | Статистика участі в чемпіонаті Африки | Статистика участі в чемпіонаті Африки | Статистика участі в чемпіонаті Африки | Статистика участі в чемпіонаті Африки | Статистика участі в чемпіонаті Африки | Статистика участі в чемпіонаті Африки | Статистика участі в чемпіонаті Африки |
| Рік                                   | Результат                             | Ігор                                  | Пер                                   | П+                                    | Пор                                   | +                                     | -                                     | +/-                                   | Очок                                  |
| ------------------------------------- | ------------------------------------- | ------------------------------------- | ------------------------------------- | ------------------------------------- | ------------------------------------- | ------------------------------------- | ------------------------------------- | ------------------------------------- | ------------------------------------- |
| 2007                                  | Друге місце                           | 5                                     | 3                                     | 0                                     | 2                                     | 30                                    | 25                                    | +5                                    | 9 (з 15)                              |
| 2008                                  | Чемпіони                              | 5                                     | 3                                     | 1                                     | 1                                     | 45                                    | 25                                    | +20                                   | 11 (з 15)                             |
| 2009                                  | Третє місце                           | 3                                     | 1                                     | 1                                     | 1                                     | 16                                    | 16                                    | 0                                     | 5 (з 12)                              |
| 2011                                  | Чемпіони                              | 4                                     | 4                                     | 0                                     | 0                                     | 23                                    | 12                                    | +11                                   | 12 (з 12)                             |
| 2013                                  | Чемпіони                              | 5                                     | 5                                     | 0                                     | 0                                     | 34                                    | 17                                    | +17                                   | 15 (з 15)                             |
| 2015                                  | Друге місце                           | 5                                     | 1                                     | 1                                     | 3                                     | 17                                    | 16                                    | +1                                    | 5 (з 15)                              |
| 2016                                  | Чемпіони                              | 5                                     | 5                                     | 0                                     | 0                                     | 28                                    | 10                                    | +18                                   | 15 (з 15)                             |
| Всього                                | 1 · 1 · 1 · 1                         | 32                                    | 22                                    | 3                                     | 7                                     | 193                                   | 121                                   | +72                                   |                                       |

## Склад команди на ЧС-2011[2]
| № | Поз. | Нац.    | Гравець         |
| - | ---- | ------- | --------------- |
| 1 | ВР   | Сенегал | Аль Сейні Ндіає |
| 2 | ЗХ   | Сенегал | Чейх Ба         |
| 3 | ЗХ   | Сенегал | Діахате Ассане  |
| 4 | ЗХ   | Сенегал | Нгалла Силла    |
| 5 | НП   | Сенегал | Ісаак Тіам      |
| 6 | ЗХ   | Сенегал | Ібрахіма Бахум  |

| №  | Поз. | Нац.    | Гравець       |
| -- | ---- | ------- | ------------- |
| 7  | ПЗ   | Сенегал | Бабакар Фолл  |
| 8  | ЗХ   | Сенегал | Лібассе Діане |
| 9  | НП   | Сенегал | Папе Кукпакі  |
| 10 | ПЗ   | Сенегал | Серіне Ндур   |
| 11 | НП   | Сенегал | Ндіага Мбає   |
| 12 | ВР   | Сенегал | Еймар Діатта  |

В 2011 році на кваліфікаційному турнірі КАФ в Касабланці сенегальські форварди Фолл та Кукпакі ввійшли в трійку бомбардирів (по 8 голів у 4 матчах), Аль Сейні Ндіає отримав приз як найкращий голкіпер. В 2013 році Ндіайє підтвердив своє реноме найкращого "пляжного" голкіпера Африканського континенту, ставши й найціннішим гравцем турніру.
На кожній світовій першості сенегальці входять у п'ятірку команд за двома показниками: кількість набраних карток і кількість забитих м'ячів. Першість серед бомбардирів Сенегалу на чемпіонатах світу утримує Папе Кукпакі (21 гол).
 Капітан збірної: Нгалла Силла.
Для Кукпакі, Ндіає та Силли чемпіонат світу з пляжного футболу 2013 може стати четвертим у їх кар'єрі.
Тренер:  Амаду Діоп.